# ویاایر
ویاایر (به انگلیسی: ViaAir) یک شرکت هواپیمایی با کد یاتا VC است. دفتر مرکزی ویاایر در میت‌لند، فلوریدا واقع شده‌است.